# Michael J. G. Gleissner
Michael J. G. Gleissner (* 1969 in Regensburg) ist ein deutscher Geschäftsmann, Filmproduzent und Fotograf.

## Leben
Im Alter von 18 Jahren gründete er in Regensburg die ArtData System GmbH. 1991 gründete er zusammen mit Ulrike Stadler in Regensburg die Firma Telebuch.de, die Bücher zunächst über BTX, ab 1996 über Internet vertrieb. Den Webhoster WWW-Service GmbH gliederten sie aus. 
1996 siedelte er in die USA über. Im April 1998 verkauften sie Telebuch an Amazon.com, wo er noch zwei Jahre als Vizepräsident diente. Den Webhoster übernahm die Verio Inc., (später NTT).
1999 gründete er zusammen mit der Dornier-Familie die Firma Cleverlearn. Im gleichen Jahr organisierte und leitete er einen Hedge Fund, der im Jahr 2001 einen Ertrag von 114 % und  2002 von 45 % erzielte.
Im September 2001, auf einer Geschäftsreise in Cebu, entschied er sich, auf den Philippinen zu bleiben. 2001 gründete er Bigfoot Ventures, LLC, früher bekannt unter dem Namen LB Invest Ventures Capital Partners. Bigfoot Ventures ist ein privater Wagniskapitalfond, der in hochtechnologische Unternehmen in den Vereinigten Staaten und in Asien investiert.
Seine Beteiligung an der United Internet AG erhöhte er im Mai 2002 von 6 % auf 10 %. Am 25. Februar 2005 veräußerte er seine Beteiligung an der United Internet AG.
Gleissner wurde zudem für seine Unterwasserfotografien bekannt, für die er in zahlreichen Fachmagazinen Anerkennung fand. Charakteristisch für diese Aufnahmen sind Models, die in surrealen Szenen unter der Wasseroberfläche fotografiert wurden.